# Samtgemeinde Hattorf am Harz
De Samtgemeinde Hattorf am Marz is een Samtgemeinde in de Duitse deelstaat Nedersaksen. Het is een samenwerkingsverband van vier kleinere gemeenten in het midden van Landkreis Göttingen. Het bestuur is gevestigd in Hattorf am Harz. Tot 1 november 2016 was de samtgemeinde deel van het per die datum opgeheven Landkreis Osterode am Harz.

## Deelnemende gemeenten
1. Elbingerode
2. Hattorf am Harz
3. Hörden am Harz
4. Wulften am Harz

Adelebsen · 
Bad Grund · 
Bad Lauterberg im Harz · 
Bad Sachsa · 
Bilshausen · 
Bodensee · 
Bovenden · 
Bühren · 
Dransfeld · 
Duderstadt · 
Ebergötzen · 
Elbingerode · 
Friedland · 
Gieboldehausen · 
Gleichen · 
Göttingen · 
Hann. Münden · 
Harz (gemeentevrij gebied, Landkreis Göttingen) ·
Hattorf am Harz · 
Herzberg am Harz · 
Hörden am Harz · 
Jühnde · 
Krebeck · 
Landolfshausen · 
Niemetal · 
Obernfeld · 
Osterode am Harz · 
Rhumspringe · 
Rollshausen · 
Rosdorf · 
Rüdershausen · 
Scheden · 
Seeburg · 
Seulingen · 
Staufenberg · 
Waake · 
Walkenried · 
Wollbrandshausen · 
Wollershausen · 
Wulften am Harz